# Popiszki (gmina Pogiry)
Popiszki (lit. Papiškės) – wieś na Litwie, w okręgu wileńskim, w rejonie wileńskim, w gminie Pogiry, nad Popisem; w 2001 roku zamieszkiwane przez 182 ludzi.

## Historia
W XIX i w początkach XX w. położone były w Rosji, w guberni wileńskiej, w powiecie trockim, w gminie Międzyrzecz. Po I wojnie światowej pod administracją polską, w Zarządzie Cywilnym Ziem Wschodnich. W latach 1920–1922 w składzie Litwy Środkowej.
Od 11 kwietnia 1922 leżały w Polsce, w województwie wileńskim, w powiecie wileńsko-trockim, w gminie Rudziszki. W 1931 miejscowość liczyła 318 mieszkańców, zamieszkałych w 54 budynkach.
Po II wojnie światowej w granicach Związku Sowieckiego. Od 1991 na niepodległej Litwie.